# Санджак
Санджак (осман. سنجاق, тур. sancak, «хоругва») — адміністративна одиниця в Османській імперії, середня між еялетом і каза. В арабських та кавказьких володіннях називався ліва. На чолі санджаку стояв мутессаріф (губернатор). Санджак ділився на декілька повітів, або каза, у свою чергу кілька санждаків утворювали провінцію, або еялет.
Приклади: Лазістан, Алавітська держава (Санджак Латакія), Новопазарський Санджак. 